# Национальный институт ревматических заболеваний
Национальный институт ревматических заболеваний (словацк. Národný ústav reumatických chorôb, сокращённо NÚRCH) — специализированное медицинское учреждение в западнословацком городе Пьештяны, занимающееся исследованием и лечением ревматических заболеваний.

## История
Институт был основан в 1952 году как автономное медицинское учреждение, ориентированное на научно-исследовательскую деятельность в сфере здравоохранения. Позже был перестроен под учреждение клинического характера, с 1 марта 1953 года считается филиалом Пражского научно-исследовательского института ревматических заболеваний (Пьештянский филиал).
В 1964 году Министерством здравоохранения Словацкой социалистической республики создан Научно-исследовательский институт ревматических заболеваний. В 2001 году на базе общественной некоммерческой организации Министерством здравоохранения Словацкой Республики был основан Высокоспециализированный научный институт ревматических заболеваний. С 1 июня 2002 года институт был переименован в Пьештянский национальный институт ревматических заболеваний.

## Направление
Институт ориентирован на:
- специализированное стационарное лечение всех серьёзных форм ревматических заболеваний, включая их долгосрочный мониторинг,
- амбулаторное лечение ревматических больных со всей Словакии
- консилиумную деятельность в специализированных филиалах и среди всех ревматологов Словакии (как государственных, так и негосударственных ревматологов),
- научные исследования в области ревматологии на основе проектов как на в государственном, так и на международном уровне (подготовка проектов при поддержке ЕС),
- разработку и внедрение в практику новых терапевтических методов,
- постдипломное обучение в области ревматологии,
- преддипломное обучение в области ревматологии (в университетах).
- подготовку научных работников